# Municipio de Stock (condado de Noble)
El municipio de Stock (en inglés: Stock Township) es un municipio ubicado en el condado de Noble en el estado estadounidense de Ohio. En el año 2010 tenía una población de 325 habitantes y una densidad poblacional de 5,09 personas por km².

## Geografía
El municipio de Stock se encuentra ubicado en las coordenadas 39°44′16″N 81°20′49″O / 39.73778, -81.34694. Según la Oficina del Censo de los Estados Unidos, el municipio tiene una superficie total de 63.79 km², de la cual 63,71 km² corresponden a tierra firme y (0,13 %) 0,08 km² es agua.

## Demografía
Según el censo de 2010, había 325 personas residiendo en el municipio de Stock. La densidad de población era de 5,09 hab./km². De los 325 habitantes, el municipio de Stock estaba compuesto por el 97,23 % blancos, el 1,85 % eran asiáticos, el 0,92 % eran de otras razas. Del total de la población el 0 % eran hispanos o latinos de cualquier raza.